# Scutellaria tarokoensis
Scutellaria tarokoensis là một loài thực vật có hoa trong họ Hoa môi. Loài này được T.Yamaz. miêu tả khoa học đầu tiên năm 1992.